# جون بريندرغاست
جون بريندرغاست (بالإنجليزية: John Prendergast)‏ هو ناشط حقوق الإنسان أمريكي، ولد في 21 مارس 1963 في إنديانابوليس في الولايات المتحدة.